# San San Nweh
San San Nweh es una periodista, poeta, y escritora de Birmania.
Primera mujer periodista de este país, trabajó como redactora jefe de dos periódicos (Gita Ppade-tha y Einmet-hpu)
Fue encarcelada en 1994 por haber tenido propósitos antigubernamentales con periodistas franceses y por haber facilitado información sobre los derechos humanos en Myanmar con un enviado de la ONU en Myanmar. Fue liberada en julio de 2001.
Le otorgaron el premio Reporteros sin fronteras en 1999, que más tarde le entregaría Aung San Suu Kyi en 2002. En 2001 le concedió el premio Pluma de oro de la libertad la Asociación Mundial de Periodistas junto a U Win Tin.